# Pomnik Chopina w Hamamatsu
Pomnik Chopina w Hamamatsu stanowi kopię warszawskiego pomnika Chopina dłuta Wacława Szymanowskiego odsłoniętego 14 listopada 1926, wysadzonego w powietrze przez hitlerowskie władze okupacyjne 31 maja 1940 i ponownie odsłoniętego w 11 maja 1958 r. Znajduje się u szczytu wzgórza nazwanego imieniem Chopina, do pomnika prowadzą szerokie schody ogrodowe. 
Pomnik w Hamamatsu został przekazany jako dar władz Warszawy na podstawie umowy z 22 października 1990 o współpracy kulturalnej miast-partnerów i odsłonięty w roku 1994. 